# 354-es főút
354-es főút (ungarisch für ‚Hauptstraße 354‘) ist eine ungarische Hauptstraße. Sie schafft eine Querverbindung im Nordwesten von Debrecen.

## Verlauf
Die Straße zweigt in Hajdúhadház von der 4-es főút (Hauptstraße 4) nach Südwesten ab, kreuzt die 35-ös főút (Hauptstraße 35) und führt zur Anschlussstelle (csomópont) Debrecen-nyugat der Autobahn Autópálya M35, an der sie endet.
Die Gesamtlänge der Straße beträgt 12 Kilometer.